# 로렐라이 (2005년 영화)
로렐라이(ロ-レライ: Lorelei: The Witch Of The Pacific Ocean)는 일본에서 제작된 히구치 신지 감독의 2005년 전쟁, 스릴러, 액션, 드라마 영화이다. 야쿠쇼 코지 등이 주연으로 출연하였다.

## 출연

### 주연
- 야쿠쇼 코지
- 츠마부키 사토시

### 조연
- 야나기바 토시로
- 카시이 유우
- 츠츠미 신이치
- 이시구로 켄
- 노먼 잉글랜드
- 하시즈메 이사오
- 이부 마사토
- 카미카와 타카야
- 쿠니무라 준
- 맷 레건
- 오노 타케히코
- 사토 류타
- 피에르 타키
- 츠루미 신고